# Liste der libyschen Botschafter in der DDR

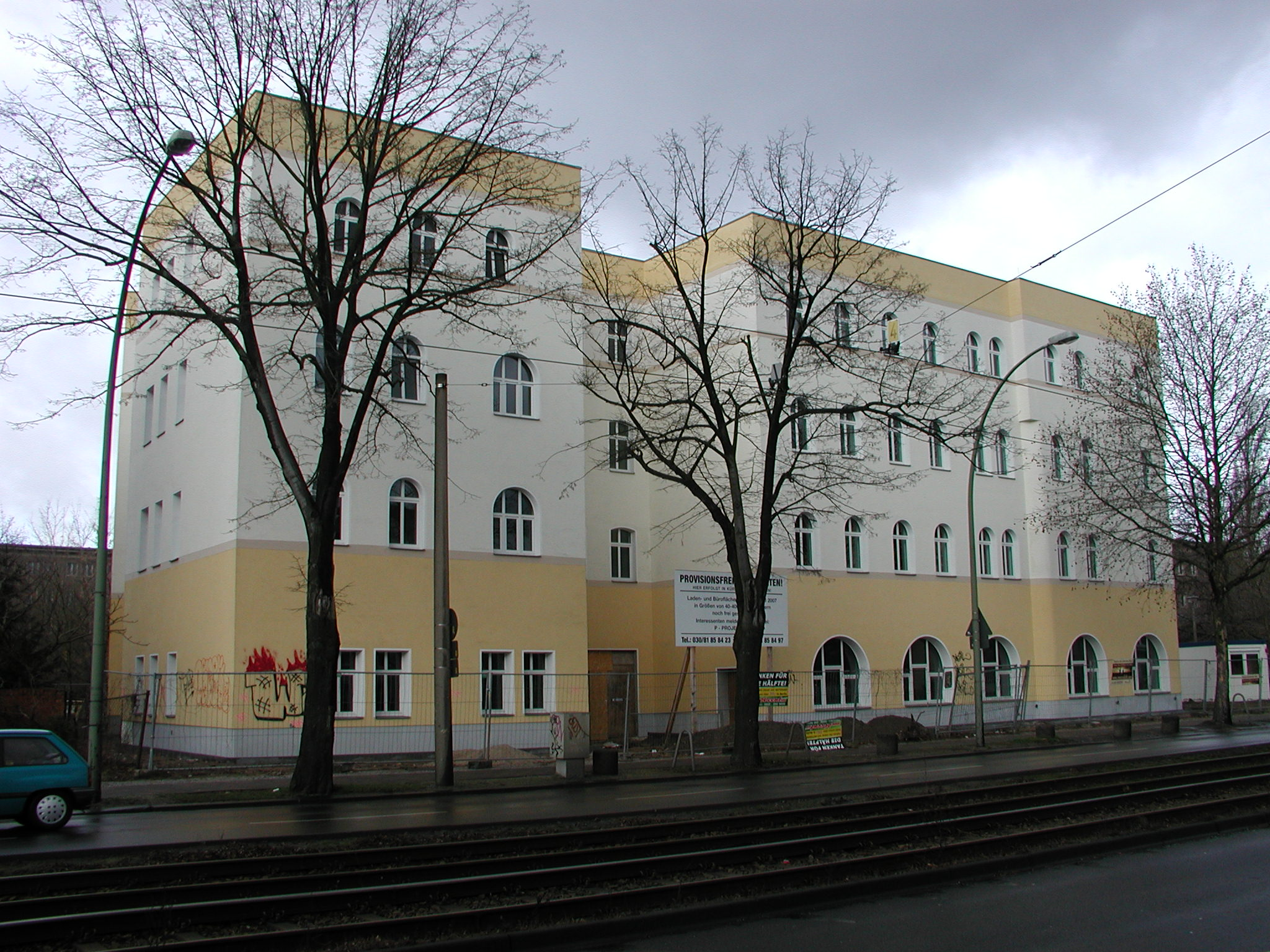
Volksbüro der Sozialistischen Libyschen Arabischen Volksjamahiriya in der DDR, Hermann-Duncker-Straße 25, heute wieder Treskowallee.

Der Sekretär des Volksbüros der Sozialistischen Libyschen Arabischen Volksjamahiriya in der DDR war ein Diplomat im Rang eines Botschafters der Regierung von Muammar al-Gaddafi bei der Regierung der DDR.
Die diplomatischen Beziehungen zwischen Libyen und der DDR wurden am 4. März 1978 beeinträchtigt durch den Absturz eines Aérospatiale SA 321, in dem die DDR-Parteifunktionäre Werner Lamberz und Paul Markowski, der Dolmetscher Armin Ernst und Bildreporter Hans-Joachim Spremberg in Libyen ums Leben kamen. Da bei diesem Absturz ein vorsätzliches Handeln nicht ausgeschlossen werden konnte, wurde das libysche diplomatische Personal in der DDR von der Abteilung Terrorismus des Ministeriums für Staatssicherheit überwacht.
In der Auseinandersetzung um die Große Syrte zwischen den Regierungen der USA und der Regierung von Muammar al-Gaddafi wurde von Palästinensern unter Beihilfe von Personal des libyschen Volksbüros in der DDR das Attent auf die Diskothek La Belle verübt. Mohammed Ashur alias Alba, der in den 1960er Jahren zum Personal der libyschen Botschaft in Bonn gehörte, hatte das Ministerium für Staatssicherheit und die Central Intelligence Agency vor dem Bombenanschlag gewarnt.
Am 1. Mai 1986 wurde Mohammed Ashur am Treptower Park vor der Ausflugsgaststätte „Haus Zenner“ erschossen.
| Ernennung Akkreditierung | Name                       | Bemerkungen | ernannt von        | akkreditiert bei der Regierung | Posten verlassen |
| ------------------------ | -------------------------- | ----------- | ------------------ | ------------------------------ | ---------------- |
| 1980                     | Ali Ibrahim Othman Keshlaf | (* 1952)    | Muammar al-Gaddafi | Willi Stoph                    | 1986             |